# حقوق زنان در بحرین

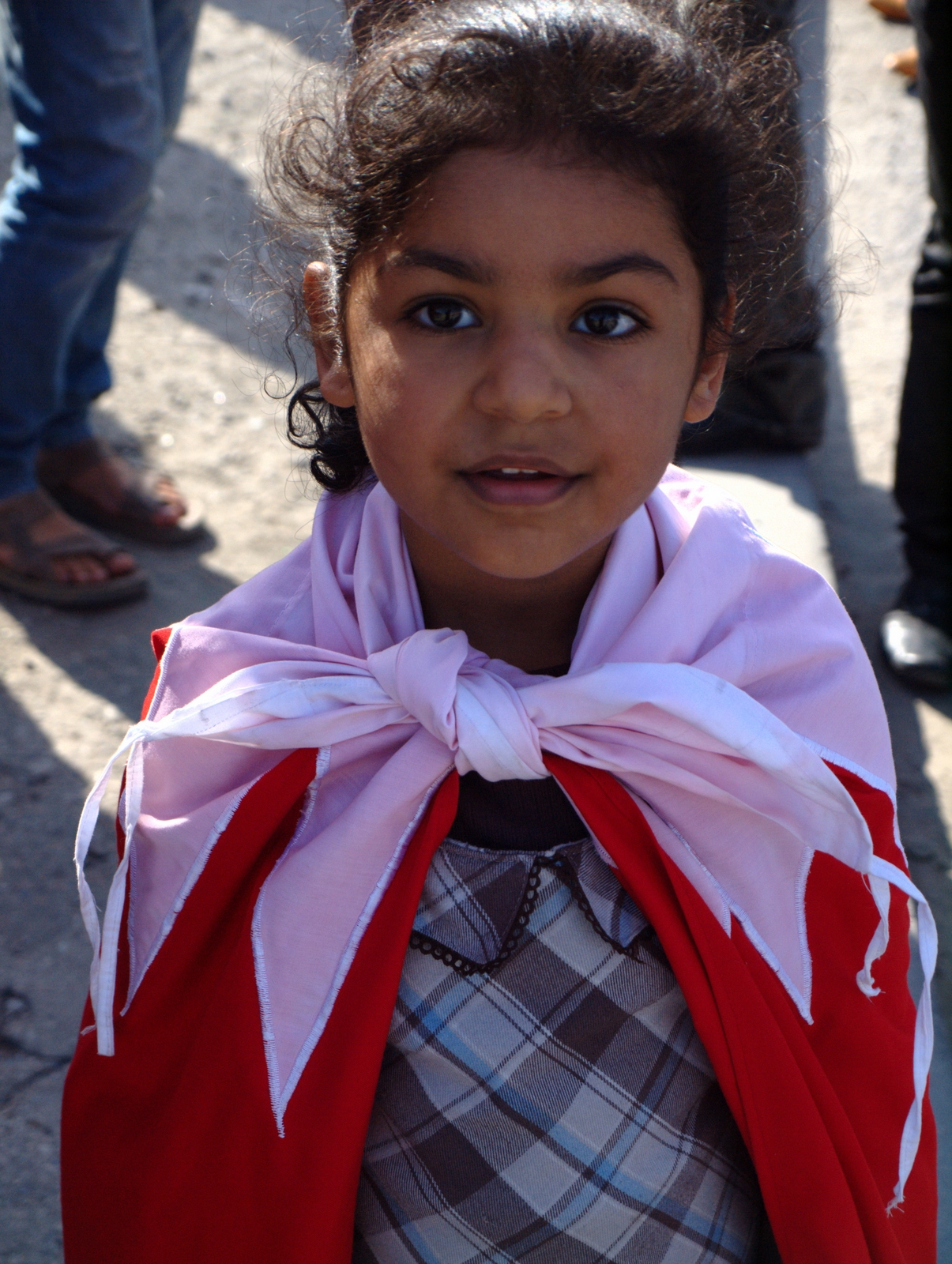
دختری در بحرین

سنگ بنای حقوق زنان در بحرین طی اصلاحات سیاسی که توسط ملک حمد آغاز شد، شکلی حقوقی و قانونی به خود گرفت به طوری که زنان برای اولین بار پس از اصلاح قانون اساسی در سال ۲۰۰۲، حق رای و نامزدی در انتخابات ملی را به دست آوردند. گسترش حقوق سیاسی برابر با یک انگیزه آگاهانه برای ارتقای زنان به سمت‌های حکومتی در داخل دولت همراه بوده‌است

## مشارکت سیاسی
اقدام در اعطای رأی به زنان در سال ۲۰۰۲ بخشی از چندین اصلاحات سیاسی گسترده بود که منجر به تأسیس پارلمانی با انتخاب دموکراتیک و آزادی زندانیان سیاسی شد. قبل از سال ۲۰۰۲، زنان هیچ حقوق سیاسی نداشتند و نه می‌توانستند در انتخابات شرکت کنند و نه به عنوان نامزد شرکت کنند. با این حال، ابهاماتی نسبت به گسترش حقوق سیاسی در بخش‌هایی از جامعه بحرین وجود داشت، به‌ویژه از سوی خود زنان، به‌طوری‌که ۶۰ درصد از زنان بحرینی در سال ۲۰۰۱ با اعطای حق رأی به زنان مخالفت کردند.
اگرچه بسیاری از زنان در سال ۲۰۰۲ در هر دو انتخابات شهرداری و پارلمانی به عنوان نامزد شرکت کردند، اما هیچ‌یک به عنوان نامزد انتخاب نشدند. در لیست احزاب اسلام‌گرا مانند جمعیت وفاق ملی، جامعه اسلامی المنبر و جمعیت الاصاله هیچ نامزد زنی وجود نداشت. در پی عملکرد ضعیف نامزدهای زن در انتخابات پارلمانی، شش زن از جمله یک مسیحی به عضویت مجلس شورای اسلامی در مجلس شدند. در سال ۲۰۰۴، بحرین اولین وزیر زن خود، دکتر نادی حفاظ را به سمت وزیر بهداشت منصوب کرد و در سال ۲۰۰۵، فاطمه آلبالوشی، دومین وزیر زن به کابینه دولت راه یافت. همچنین در همین سال هدی عزرا نونو، یک فعال یهودی، که از سال ۲۰۰۴ ریاست انجمن دیده‌بان حقوق بشر بحرین را بر عهده داشت و علیه برقراری مجدد مجازات اعدام در بحرین مبارزه می‌کرد، نیز به عضویت مجلس شورا اسلامی بحرین راه یافت. در آوریل ۲۰۰۵، الیس سمعان، عضو شورا، اولین زنی بود که ریاست یک جلسه پارلمانی در جهان عرب را برعهده داشت.
در ژوئن ۲۰۰۶، بحرین به عنوان رئیس مجمع عمومی سازمان ملل انتخاب شد و حیا راشید آل خلیفه را به عنوان رئیس مجمع منصوب کرد و او را به اولین زن خاورمیانه و سومین زن در تاریخ تبدیل کرد که این سمت را بر عهده گرفت. شیخه حیا یک وکیل برجسته بحرینی و مدافع حقوق زنان است که در زمان تغییر برای سازمان جهانی این سمت را بر عهده خواهد گرفت. کوفی عنان، دبیرکل سازمان ملل متحد دربارهٔ او گفت: «دیروز با او ملاقات کردم و او را بسیار تأثیرگذار دیدم. همه کشورهای عضو مصمم به همکاری با او و حمایت از او هستند و من فکر می‌کنم که او جنبش جدیدی به کار در اینجا خواهد داد.» تعدادی از فعالان حقوق زنان به تنهایی در بحرین به شخصیت‌های سیاسی تبدیل شده‌اند یا حتی به رسمیت شناخته شده‌اند، مانند غاده جمشیر که در ماه می توسط مجله فوربس به عنوان یکی از " ده زن قدرتمند و موثر جهان عرب " معرفی شد. ۲۰۰۶. غاده جمشیر، برجسته‌ترین فعال حقوق زنان در بحرین اصلاحات دولت را «مصنوعی و حاشیه ای» خوانده‌است.

### انتخابات ۲۰۰۶
هجده نامزد زن در انتخابات عمومی بحرین در سال ۲۰۰۶ شرکت کردند. اکثر کاندیداهای زن برای احزاب چپ یا به عنوان مستقل نامزد شدند، بدون اینکه هیچ حزب اسلام‌گرا توسط یک زن نمایندگی شود، اگرچه حزب سلفی الاصاله تنها گروهی بود که علناً با نامزدی زنان در انتخابات پارلمانی مخالفت کرد. از میان نامزدها تنها یک نامزد، لطیفه الگاود، برنده شد. در مورد او به‌طور پیش فرض قبل از رای‌گیری پس از اینکه دو رقیب او در حوزه انتخابیه او از رقابت کنار رفتند.

## قانون
هیچ قانون واحدی در بحرین وجود ندارد که مواردی مانند طلاق و حضانت فرزند را تحت پوشش قرار دهد، به طوری که قضات شرعی در چنین مواردی اختیاراتی محدود دارند. در نوامبر ۲۰۰۵، شورای عالی زنان بحرین در اتحاد با دیگر فعالان حقوق زنان، کمپینی را برای تغییر قانون در این خصوص آغاز کرد. این کمپین به سازماندهی تظاهرات، نصب پوسترها در سراسر بحرین و انجام یک سری مصاحبه‌های رسانه ای دست زد. با این حال، تغییر قانون با رهبری حزب اسلامگرای شیعه، الوفاق با مقاومت مواجه شد که منجر به یک رویارویی سیاسی بزرگ با فعالان حقوق زنان شد. حزب الوفاق می‌گفت نه نخست‌وزیر منتخب مجلس نمایندگان و نه دولت اختیار تغییر این قانون را ندارند زیرا این اصول حقوقی می‌تواند سخنان خدا را اشتباه تفسیر نماید و حق تغییر این قانون تنها وظیفه رهبران دینی می‌باشد.